# Reimond Mattheyssens
Reimond Prudens Willy Mattheyssens (Sint-Pauwels, 13 januari 1915 - Mortsel, 25 mei 2010) was een Belgisch Vlaams-nationalistisch politicus voor de Volksunie. 

## Levensloop
Mattheyssens doorliep de humaniora in het Sint-Jan Berchmanscollege in Antwerpen en promoveerde tot licentiaat politieke en sociale wetenschappen aan de Katholieke Universiteit Leuven. Na zijn studies werkte hij in een uitgeversbedrijf, waarna hij in 1955 zelfstandig boekhandelaar werd.
Hij werd lid van de Volksunie (VU) bij de oprichting in 1954. Hij nam mandaten op binnen de partij, zo was hij van 1955 tot 1960 VU-voorzitter voor de provincie Antwerpen. Ook was hij van 1955 tot 1957 de eerste voorzitter van de VU-afdeling van Mortsel en van 1955 tot 1962 voorzitter van de VU-afdeling van het arrondissement Antwerpen.
Van 1961 tot 1978 zetelde hij voor het kiesarrondissement Antwerpen in de Kamer van volksvertegenwoordigers en was er ondervoorzitter van de VU-fractie. Als volksvertegenwoordiger verdedigde hij de belangen van de middenstand en hield hij zich bezig met de vernederlandsing van het leger. Tijdens zijn politieke loopbaan weerde hij zich sterk tegen de Grendelgrondwet, tegen de dubbele meerderheden, de uitbouw van het Brussels Hoofdstedelijk Gewest en de pariteit in de regering. Ook was hij een tegenstander van het Egmontpact. Hij manifesteerde mee tegen de mijnsluitingen in Limburg en aan de Taalgrens. In de periode december 1971-december 1978 had hij als gevolg van het toen bestaande dubbelmandaat ook zitting in de Cultuurraad voor de Nederlandse Cultuurgemeenschap, die op 7 december 1971 werd geïnstalleerd en de verre voorloper is van het Vlaams Parlement.
In 2003 koos hij als partijlid van de Volksunie ervoor om zijn steun te betuigen aan de Nieuw-Vlaamse Alliantie (N-VA).